# Каламая
Ка́ламая (эст. Kalamaja — «Рыбный дом») — микрорайон городского района Пыхья-Таллинн города Таллина, столицы Эстонии. 

## География

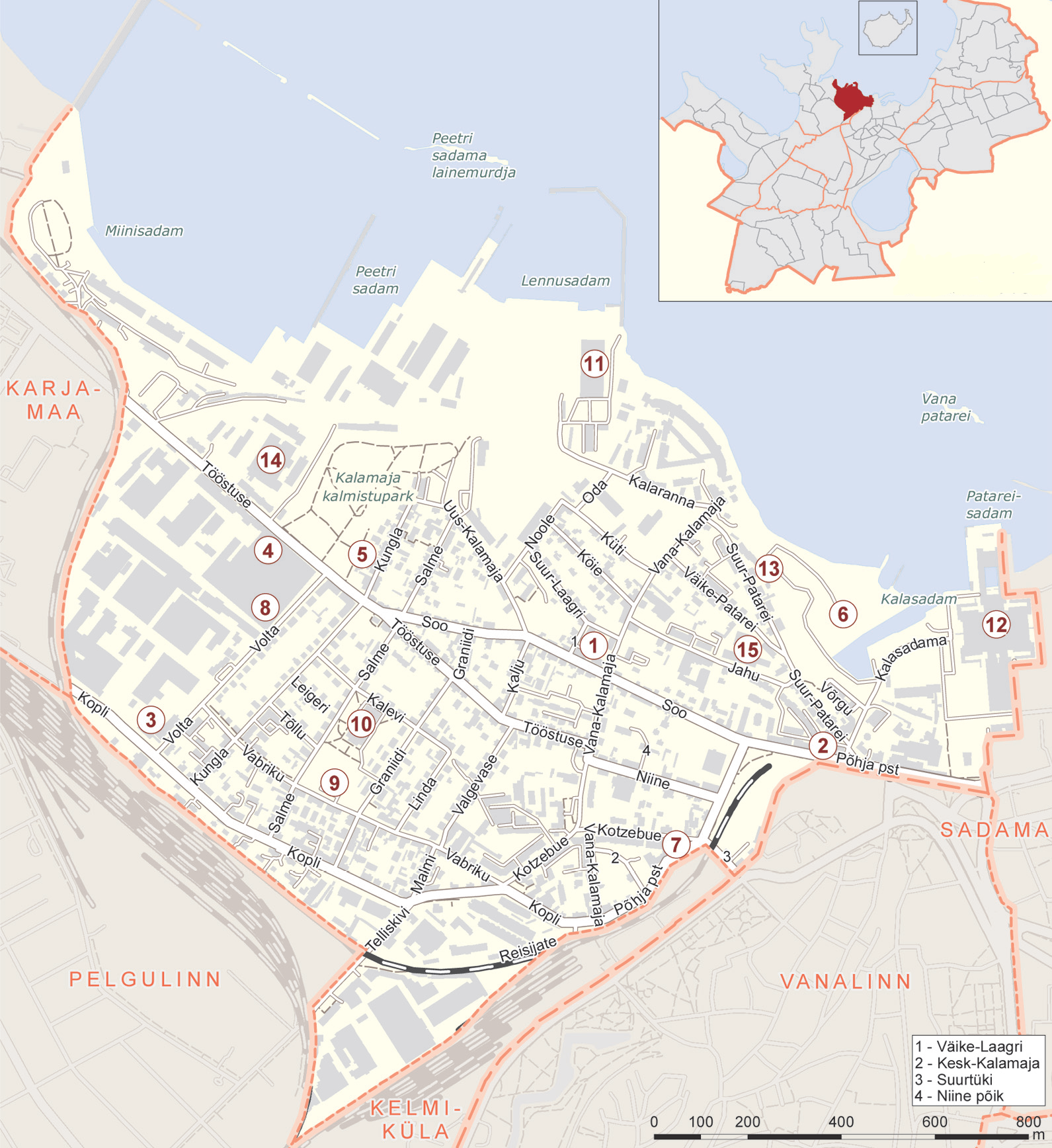
Карта микрорайона Каламая

Каламая граничит с микрорайонами Кельмикюла и Пелгулинн с юга, Карьямаа с запада и с районом Кесклинн с востока. Площадь микрорайона — 2,1 км².
На территории микрорайона расположены 5 морских портов: Батарейная гавань, Лётная гавань, Минная гавань, Рыбная гавань и порт Ноблесснера (Петровский порт).

## Улицы
Основные и самые протяжённые улицы микрорайона: Вана-Каламая, Вольта, Вяйке-Патарей, Каларанна, Копли, Коцебу, Кунгла, бульвар Пыхья, Салме, Соо, Суур-Патарей, Теллискиви, Тёэстузе.
В начале создания в микрорайоне офисно-жилого квартала Ноблесснера в микрорайоне были проложены новые улицы: Аллвеэлаэва (23 октября 2013), Везиленнуки (28 сентября 2011), Пеэтри (23 октября 2013) и Стаапли (23 октября 2013). От Лётной гавани квартал отделён улицей Леннусадама (утверждена таллинской горуправой 28 сентября 2011 года), от Минной гавани — улицей Мийнисадама (соответственно 7 апреля 2021) .

## Население
| Численность населения микрорайона Каламая на 1 января по данным Регистра народонаселения | Численность населения микрорайона Каламая на 1 января по данным Регистра народонаселения | Численность населения микрорайона Каламая на 1 января по данным Регистра народонаселения | Численность населения микрорайона Каламая на 1 января по данным Регистра народонаселения | Численность населения микрорайона Каламая на 1 января по данным Регистра народонаселения | Численность населения микрорайона Каламая на 1 января по данным Регистра народонаселения | Численность населения микрорайона Каламая на 1 января по данным Регистра народонаселения | Численность населения микрорайона Каламая на 1 января по данным Регистра народонаселения |
| 2008                                                                                     | 2010                                                                                     | 2011                                                                                     | 2012                                                                                     | 2013                                                                                     | 2014                                                                                     | 2015                                                                                     | 2016                                                                                     |
| ---------------------------------------------------------------------------------------- | ---------------------------------------------------------------------------------------- | ---------------------------------------------------------------------------------------- | ---------------------------------------------------------------------------------------- | ---------------------------------------------------------------------------------------- | ---------------------------------------------------------------------------------------- | ---------------------------------------------------------------------------------------- | ---------------------------------------------------------------------------------------- |
| 7812                                                                                     | ↗8054                                                                                    | ↗8254                                                                                    | ↗8620                                                                                    | ↗8796                                                                                    | ↗9466                                                                                    | ↗9820                                                                                    | ↗10 284                                                                                  |
| 2017                                                                                     | 2018                                                                                     | 2019                                                                                     | 2020                                                                                     | 2021                                                                                     | 2022                                                                                     | 2023                                                                                     | 2024                                                                                     |
| ↗10 756                                                                                  | ↗11 366                                                                                  | ↗11 616                                                                                  | ↗12 179                                                                                  | ↗12 652                                                                                  | ↗12 930                                                                                  | ↗13 410                                                                                  |                                                                                          |

## История
Первые письменные сведения о поселении рыбаков, лодочников и лоцманов на месте современного Каламая относятся к средним векам: в 1458 году оно упомянуто как Vissehermaye. В источнике 1603 года упоминается Kallamaÿa; на нижненемецком языке — Vischermaye.
С середины по конец средних веков являлся самым значимым предместьем Ревеля. В переводе с эстонского «Каламая» означает «Рыбный дом», что является калькой исторического немецкого названия данного района — Фишермай (нем. Fischermay). Переименование данного района и его улиц на эстонский манер вызвало в двадцатых годах XX века большие споры, вплоть до отмены некоторых уже принятых переименований.
Северная часть Каламая, вокруг нынешних улиц Патарей и Кёйе, известна как Кёйсмяэ (эст. Köismäe, нем. deReperbahn, в 1732 году упомянута как köismäggi) и с XIV века была деревней плетельщиков канатов (эст. köie — «канат»).
Первое время Каламая не был таким большим, как сейчас. Позже он был достроен — это произошло уже после присоединения предместья к Ревелю в XIX веке. В 1870 году здесь был построен Балтийский железнодорожный вокзал (промежуточный между Балтийским Портом (ныне Палдиски) и Санкт-Петербургом). 
В период 1913—1918 годов были построены здания Минной гавани, входившие в комплекс Морской крепости Императора Петра Великого: шесть комплексов строений высотой от одного до четырёх этажей и две котельные-электростанции. В те же годы в Лётной гавани были построены ангары для разведывательных гидросамолётов. 
Каламая знаменит своими крупными историческими предприятиями: в конце XIX века — начале XX века здесь были построены заводы «Вольта», «Франц Круль», «Ноблесснер», «Ф. Виганд», Главные железнодорожные мастерские.
В 1941 году прибрежная часть Каламая была разрушена в результате боёв между наступающими силами вермахта и покидающими город частями Красной армии.

## Застройка
Большую часть микрорайона занимают малоэтажные квартирные и офисно-жилые дома. На месте старого Каламаяского кладбища разбит парк.  В микрорайоне расположено сразу несколько ранее использовавшихся гаваней: Петровская гавань (Пеэтрисадам, порт Ноблесснер), Лётная гавань (Леннусадам), Рыбная гавань (Каласадам) и Батарейная гавань (Патарейсадам). 
На территории микрорайона расположен знаменитый Горхолл (в советское время — Дворец культуры и спорта имени В. И. Ленина).
В конце 2000-х — начале 2010-х годов на территории бывшего электротехнического завода имени М. И Калинина был создан Творческий городок «Теллискиви», на территории которого работают 250 фирм самого разного профиля: мода и дизайн, творческая художественная деятельность, развлекательная деятельность, общественное питание, различные некоммерческие организации и др. Он является частью развивающегося квартала «Теллискиви», включающего в себя как исторические заводские корпуса, так и новые здания.
В 2010-х годах в микрорайоне — на месте ликвидированных промышленных предприятий — началось возведение современных офисно-жилых кварталов: «Ильмарисе», «Теллискиви», «Ноблесснер», «Вольта», квартал Крулля. В 2021 году возле улица Каларанна начались работы по строительству променада со всей необходимой ему инфраструктурой.

## Учреждения

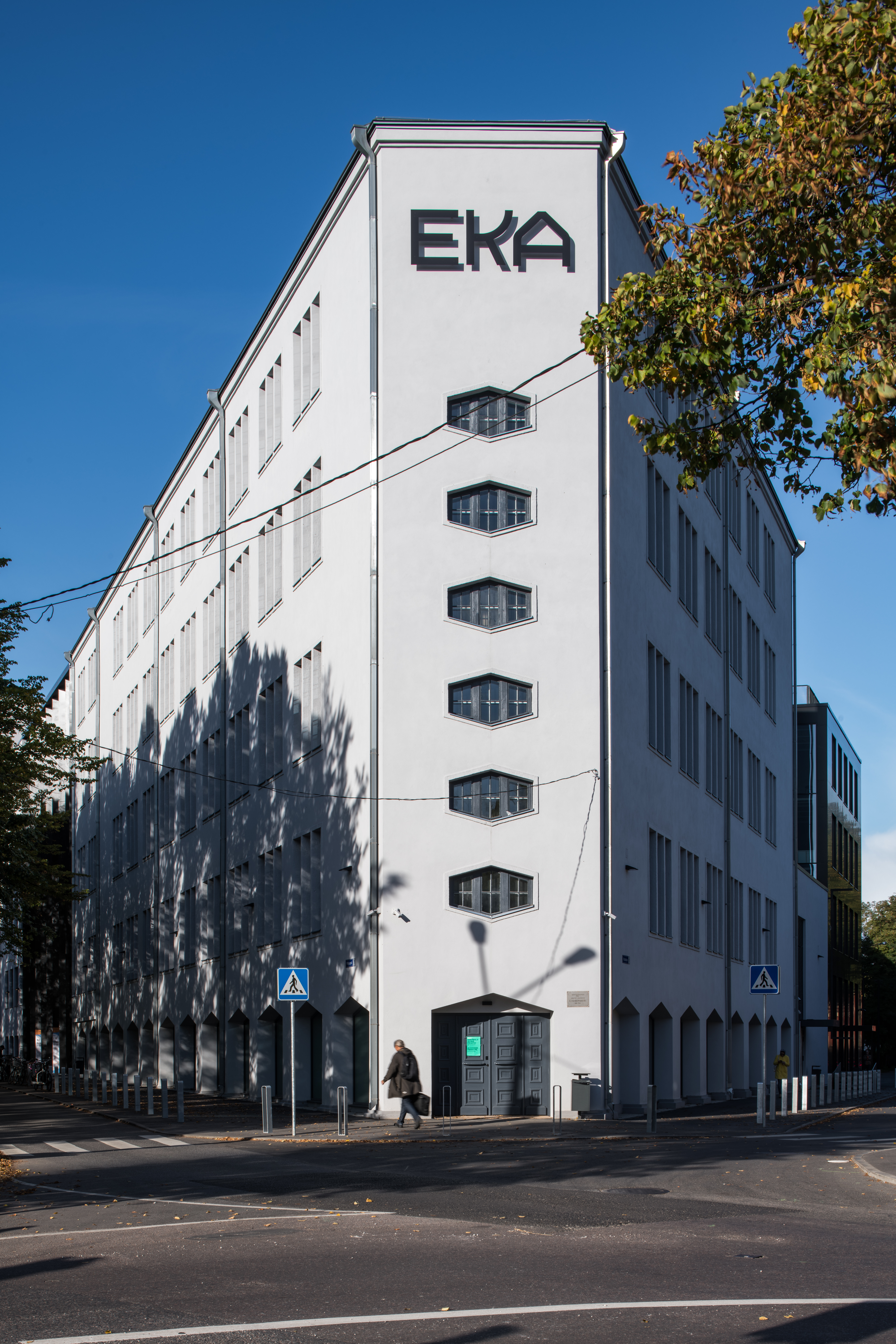
Главное здание Эстонской академии художеств

- Põhja pst 7 / Kotzebue 1 — главное здание Эстонской академии художеств;
- Kotzebue tn 9 — библиотека Каламая, филиал Таллинской центральной библиотеки;
- Kotzebue tn 16 — музей Каламая, филиал Таллинского городского музея, ранее — Детский музей. Двухэтажное каменное здание построено в 1932–1934 годах по проекту архитектора Герберта Йохансона[эст.] в качестве жилого дома для инженера, профессора Таллинского техникума Ханса Эйнберга[эст.] и его семьи[22];
- Vesilennuki tn 6 — Морской музей в Лётной Гавани (Леннусадам)[23];
- Kalaranna tn 2 — Музей бывшей Батарейной тюрьмы[24];
- Kursi tn 5 — Эстонский музей современного искусства;
- Telliskivi tn 60a/5 — художественная галерея «Vaal Gallery»;
- Telliskivi tn 60a-8 — выставочный центр «Forografiska Tallinn»[25].

## Предприятия торговли
- Kopli tn 1 — рынок Балтийского вокзала (Balti Jaama Turg),
  - супермаркет торговой сети «Selver»[26];
- Telliskivi tn 61 — торговый центр «Теллискиви» (Telliskivi Kaubanduskeskus),
  - супермаркет торговой сети «Rimi»[27].

## Общественный транспорт
В Каламая курсируют городские автобусы маршрутов № 3 и 73 и трамваи маршрутов № 1 и 2.

## Галерея

Микрорайон Каламая
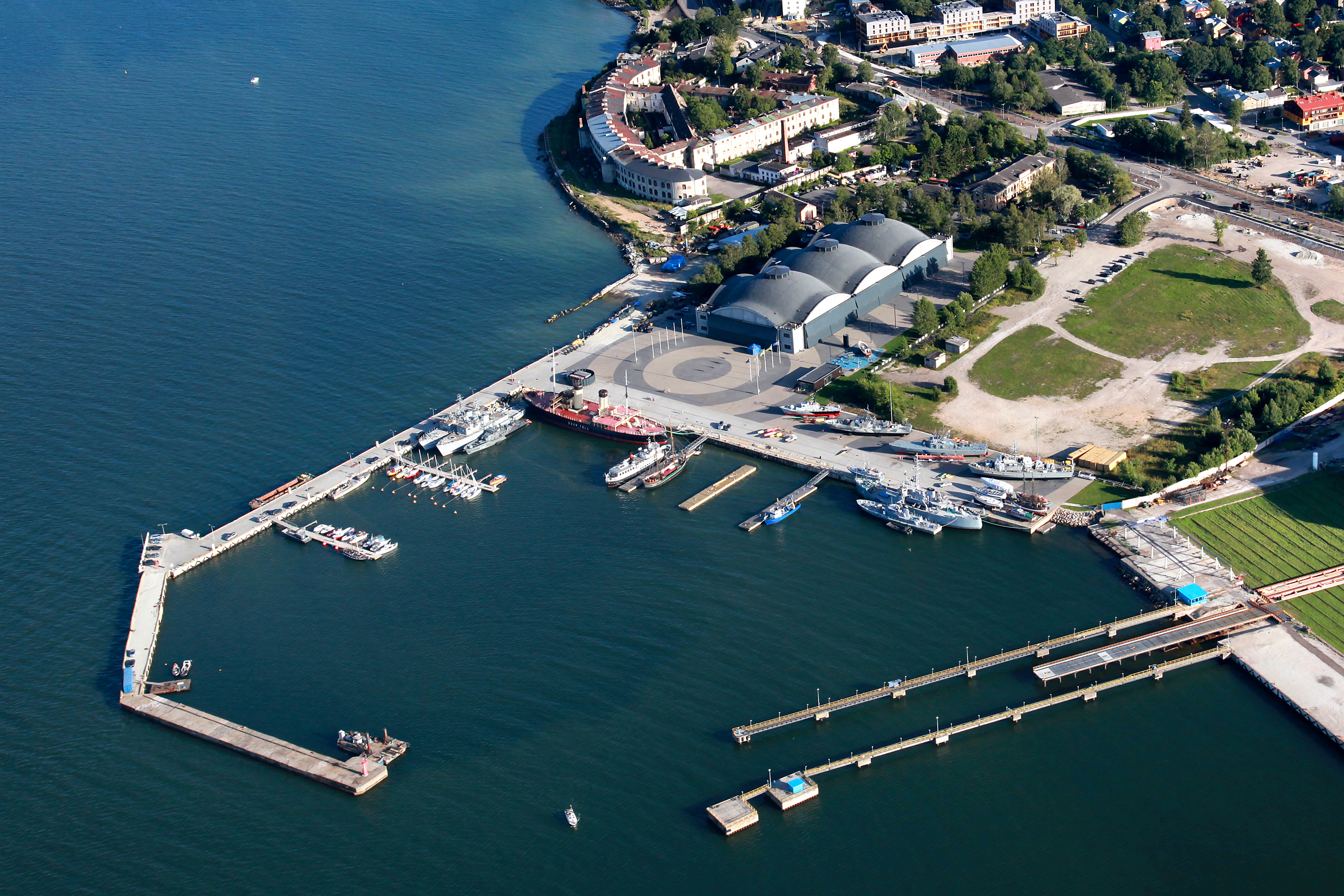
Лётная гавань и бывшие здания Батарейной крепости
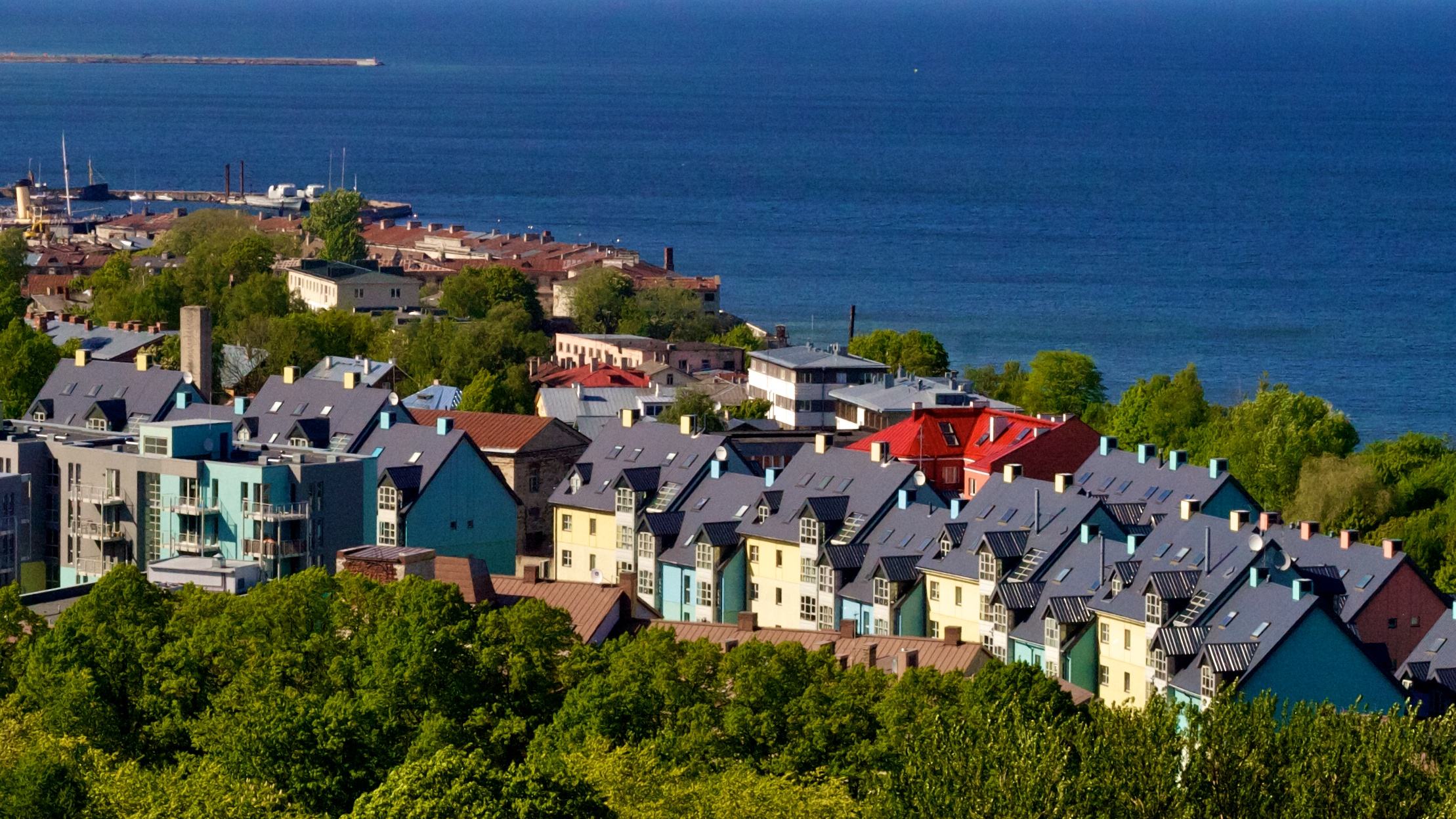
Квартал «Ильмарисе»
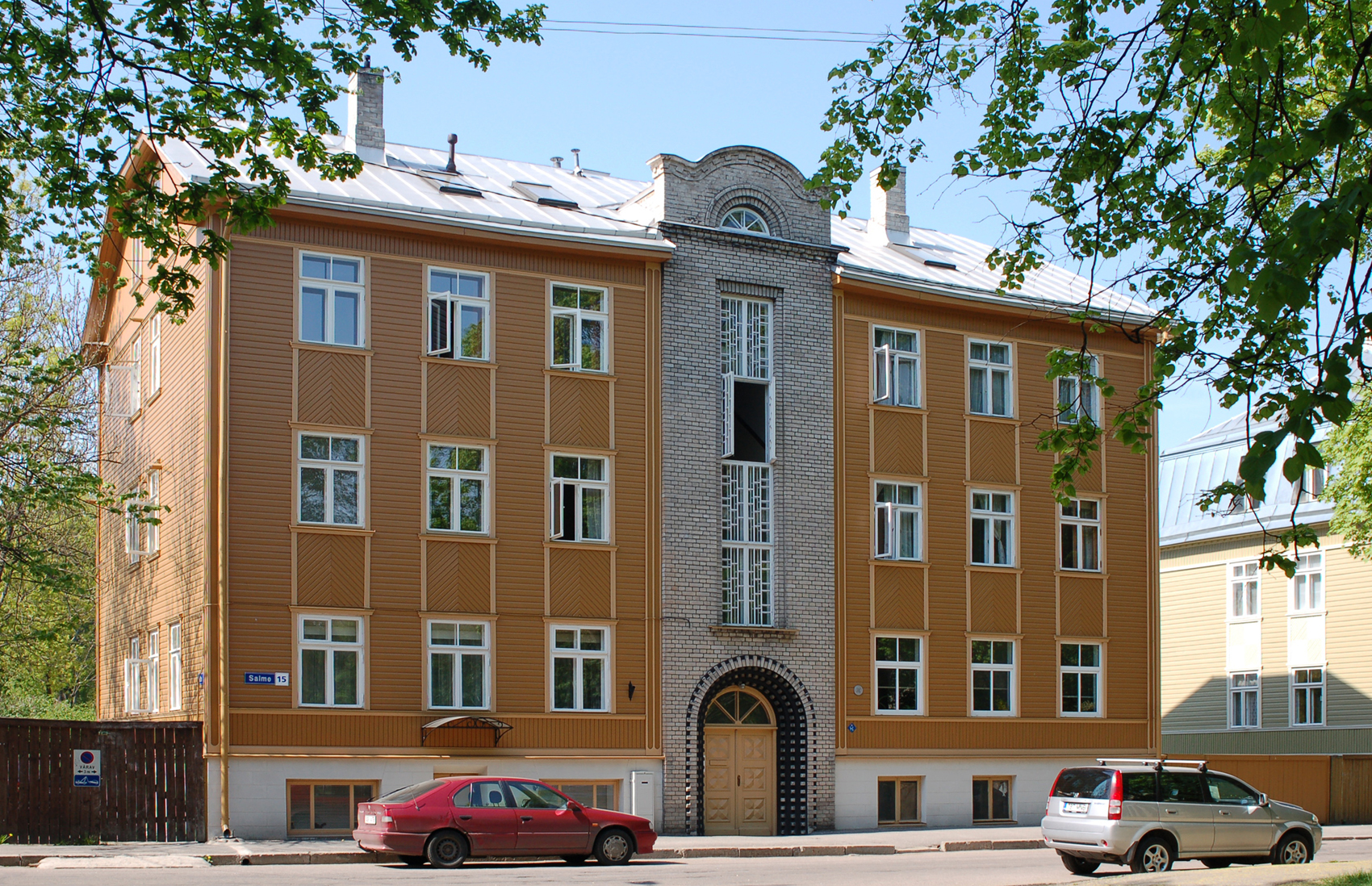
Жилой дом, улица Салме 15 (памятник архитектуры)
Жилой дом на улице Вабрику, построен в 1958 году
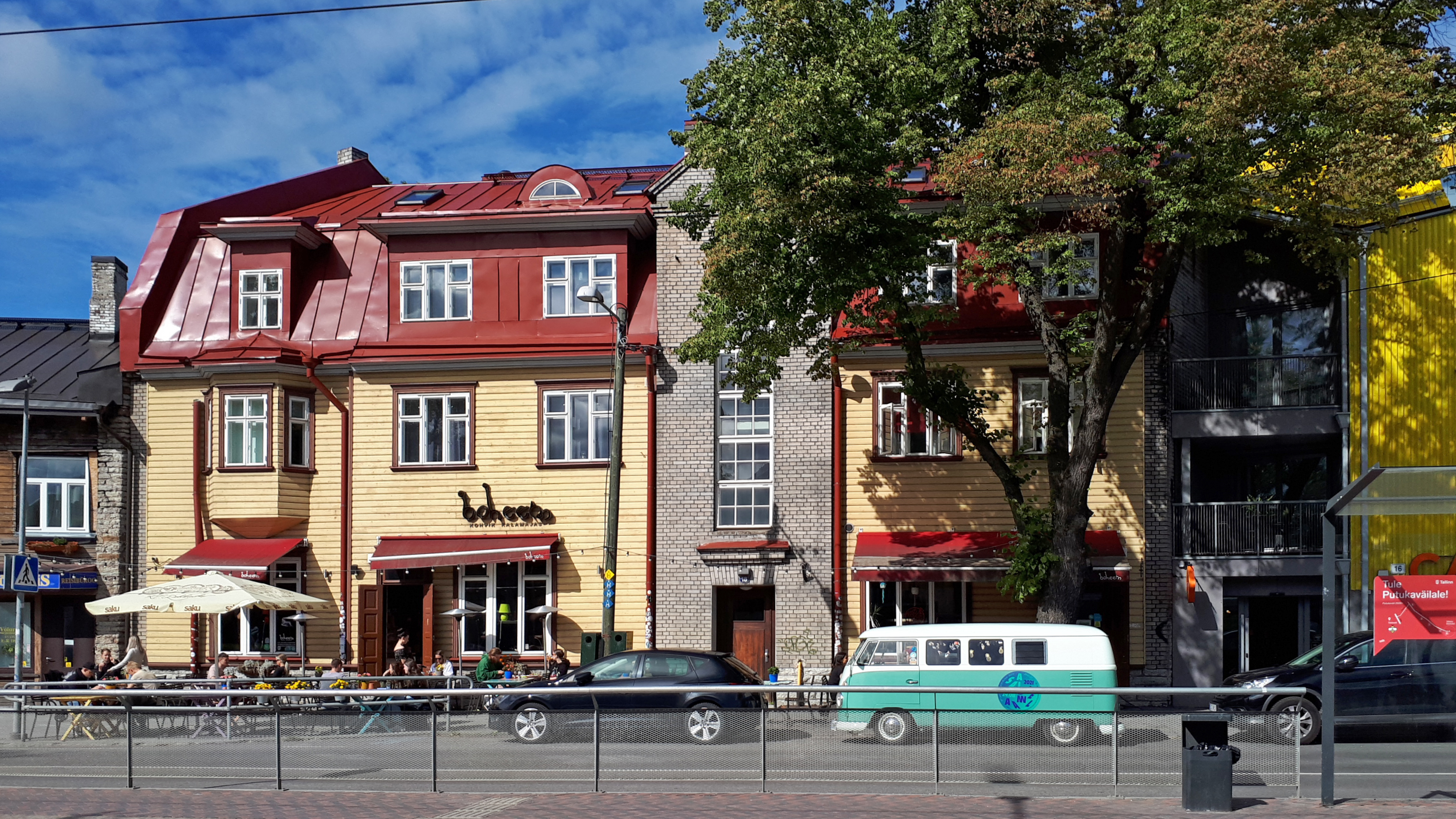
Улица Копли, дом 20. Кафе «Boheem», 2021 год
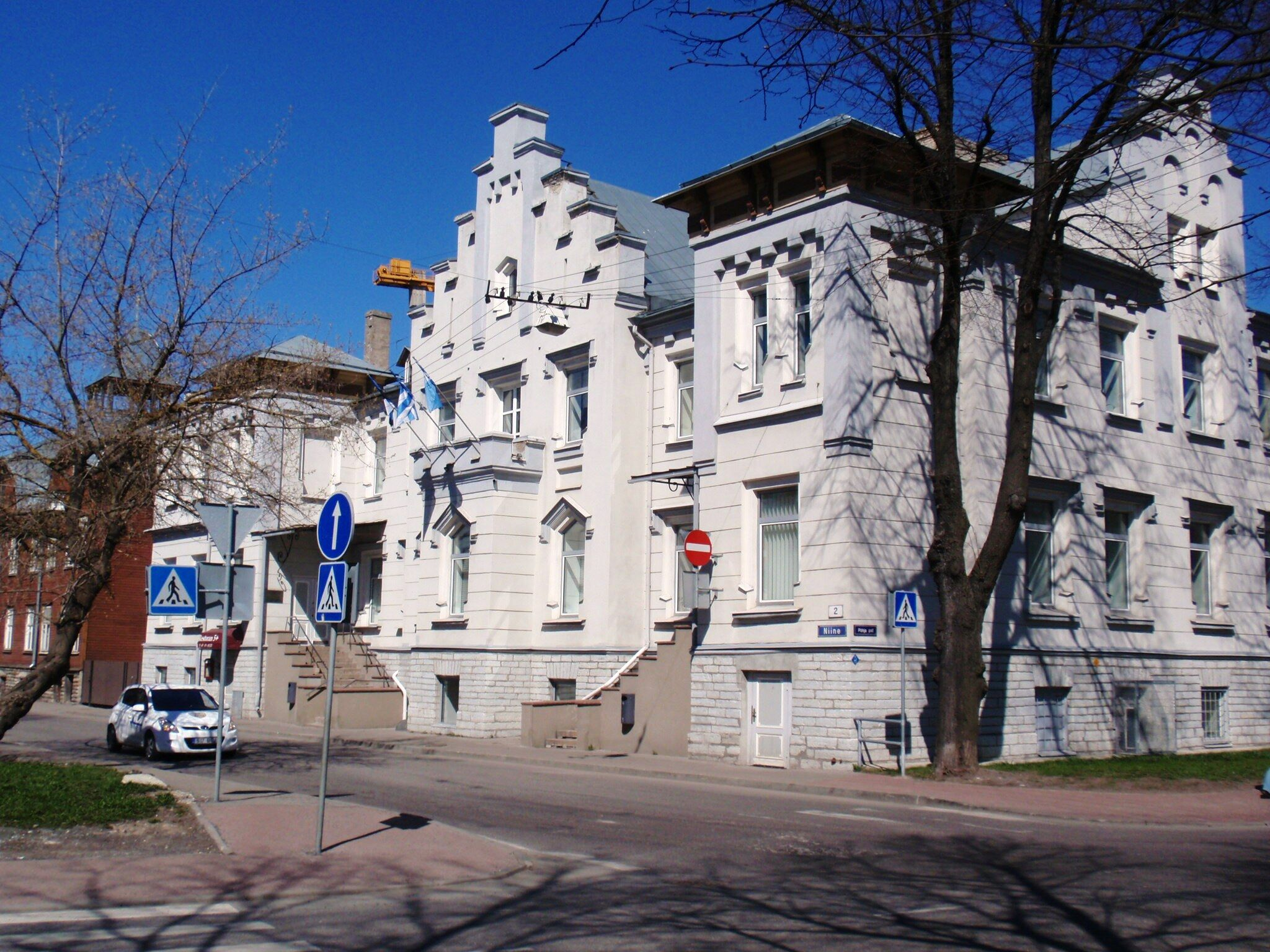
Бывшее здание управы района Пыхья-Таллинн
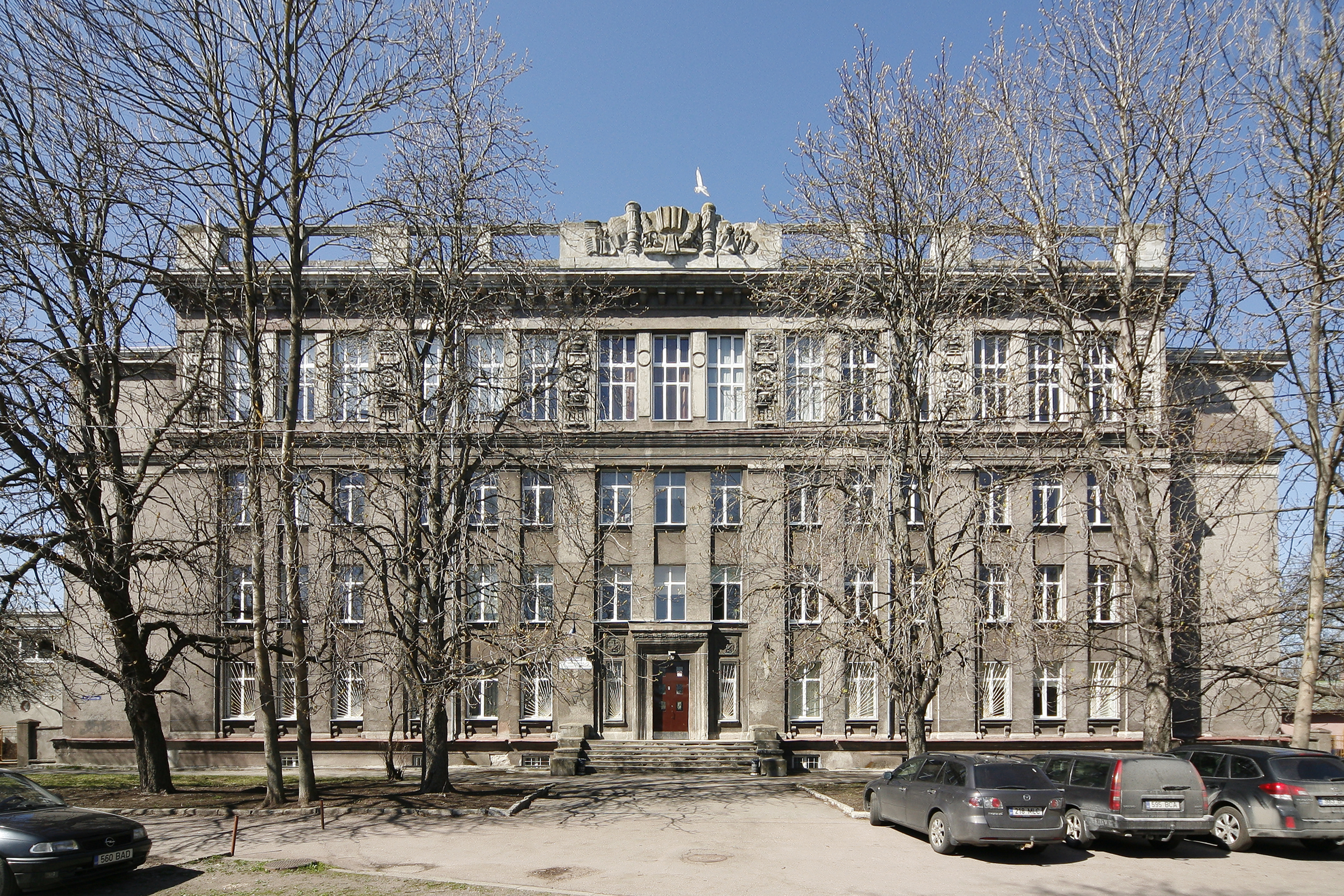
Улица Вана-Каламая 9. Бывшая Вана-Каламаяская гимназия
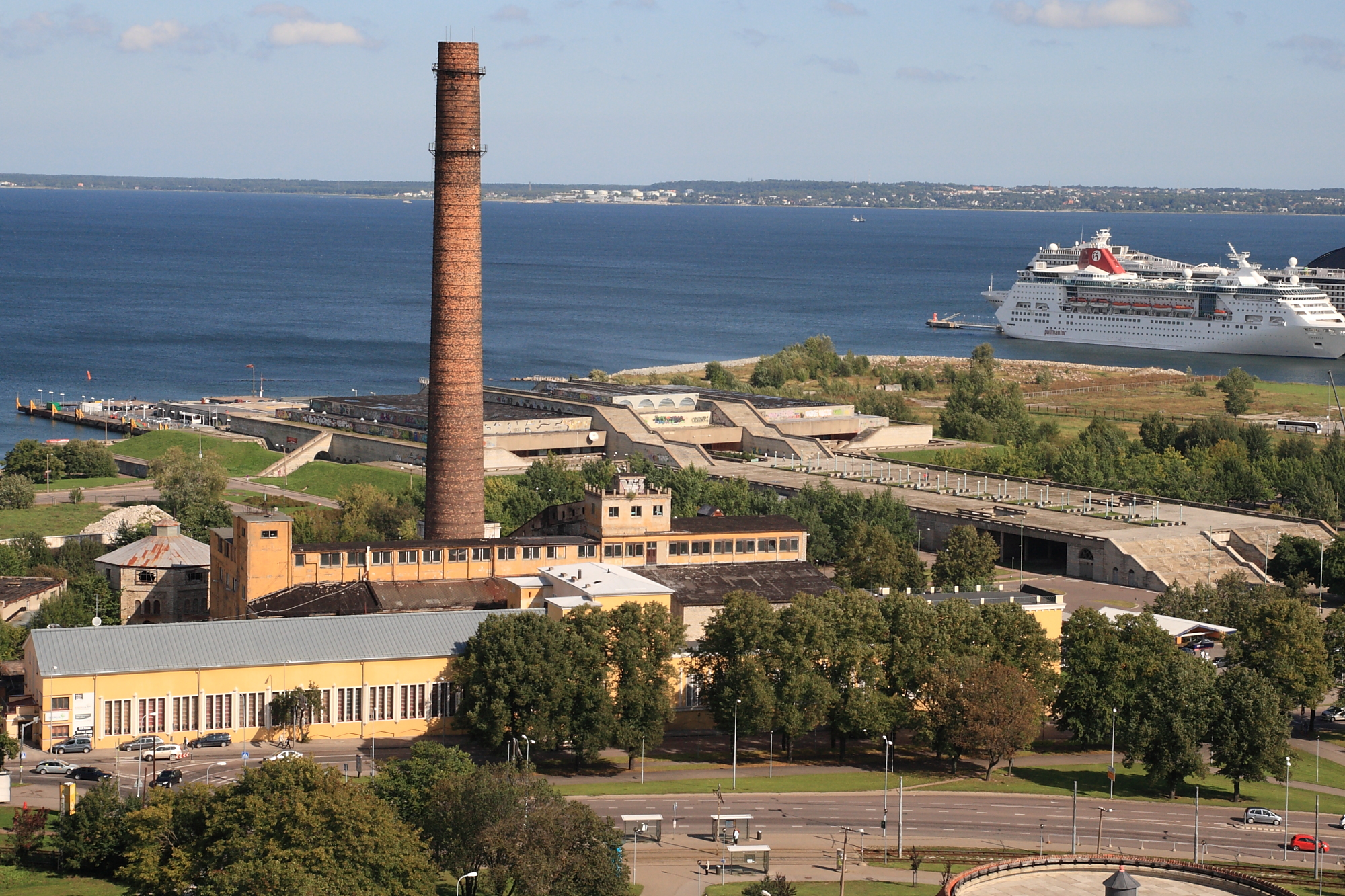
Горхолл (памятник архитектуры)
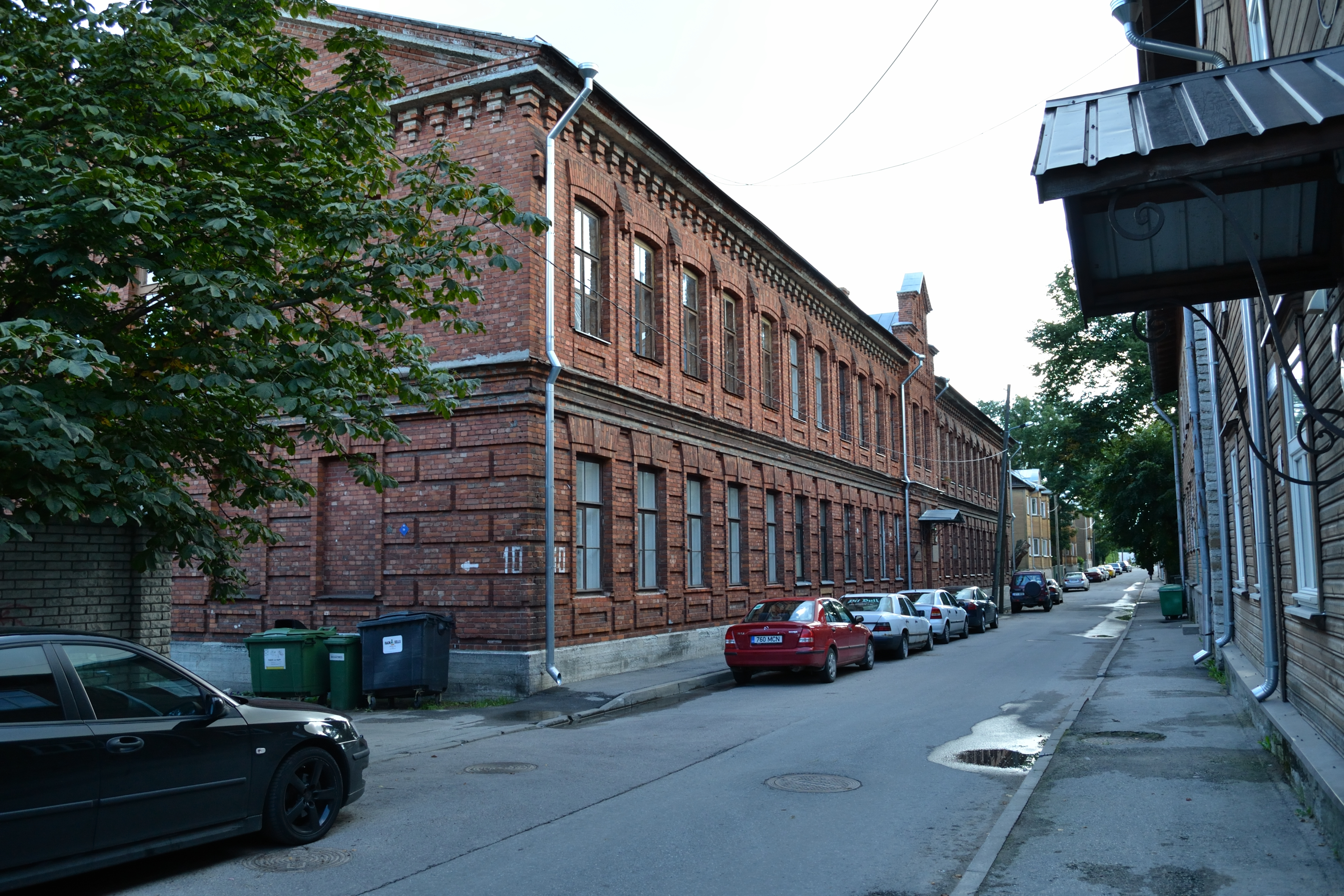
Офицерская казарма, памятник архитектуры XIX века
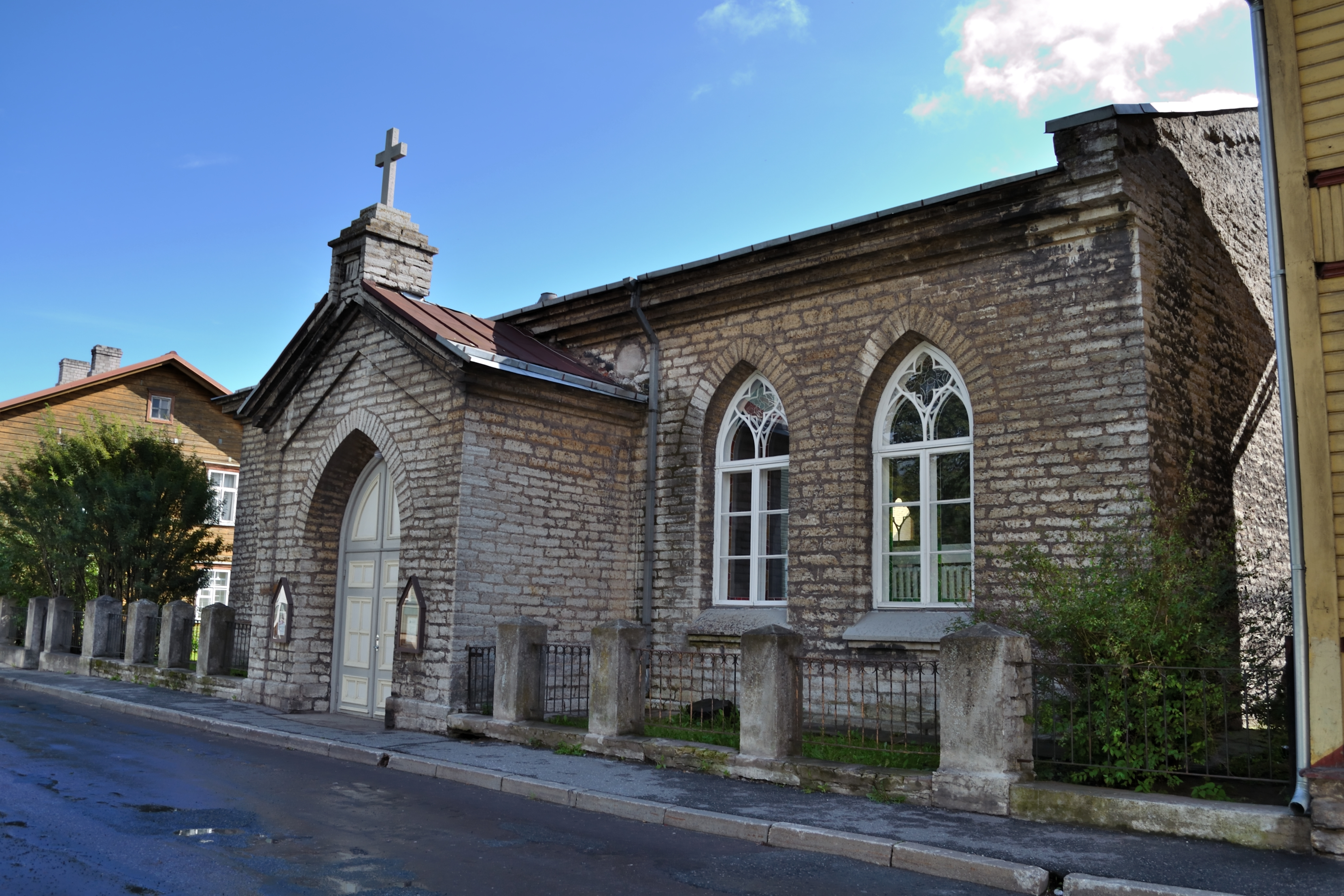
Баптистская церковь
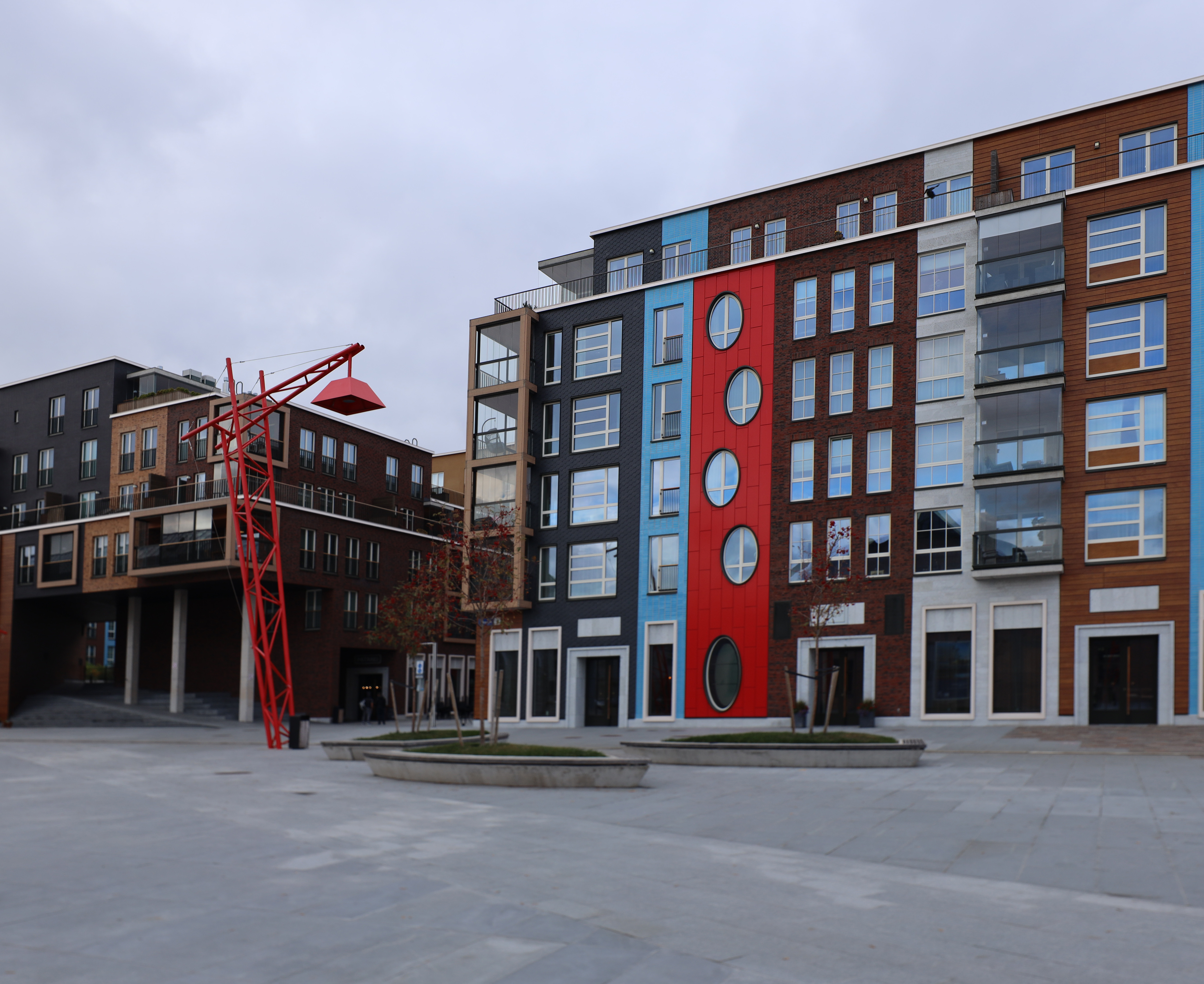
Жилые дома в квартале Ноблесснера, улица Стаапли (построены в 2018 году)
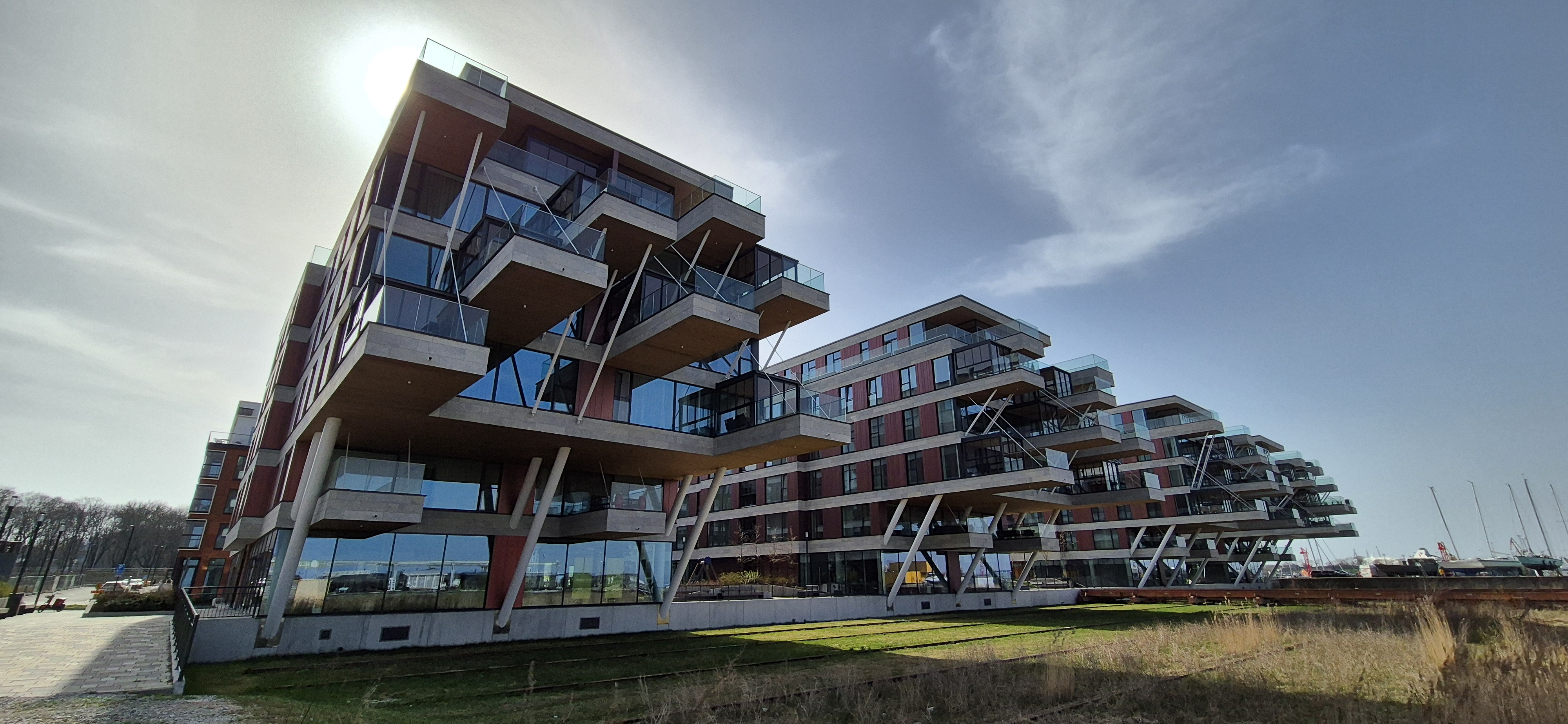
Офисно-жилые дома на улице Везиленнуки (построены в начале 2020-х гг.)
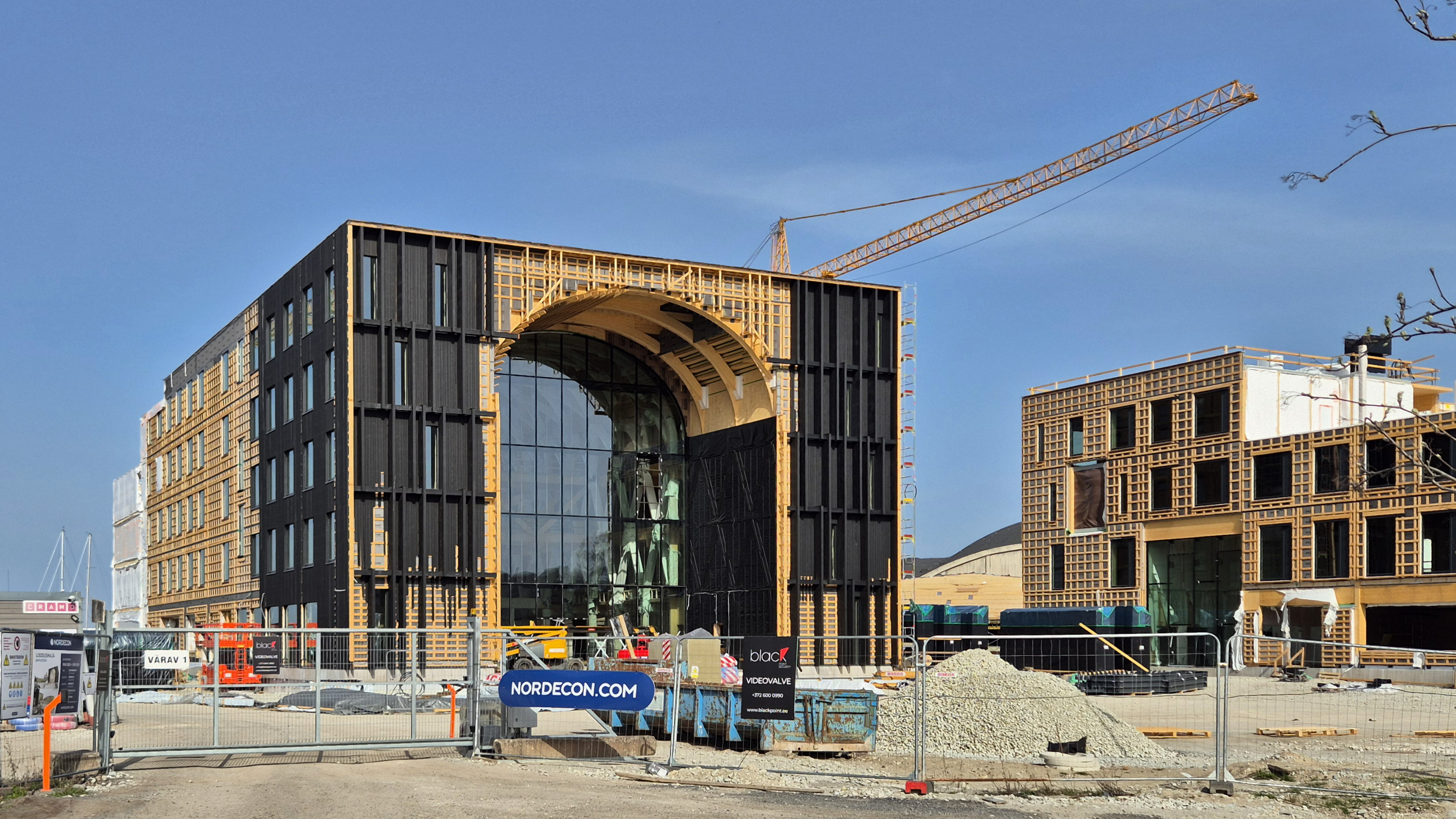
Строительство Дома окружающей среды на улице Везиленнуки, 2025 год